# Antychryst (powieść)

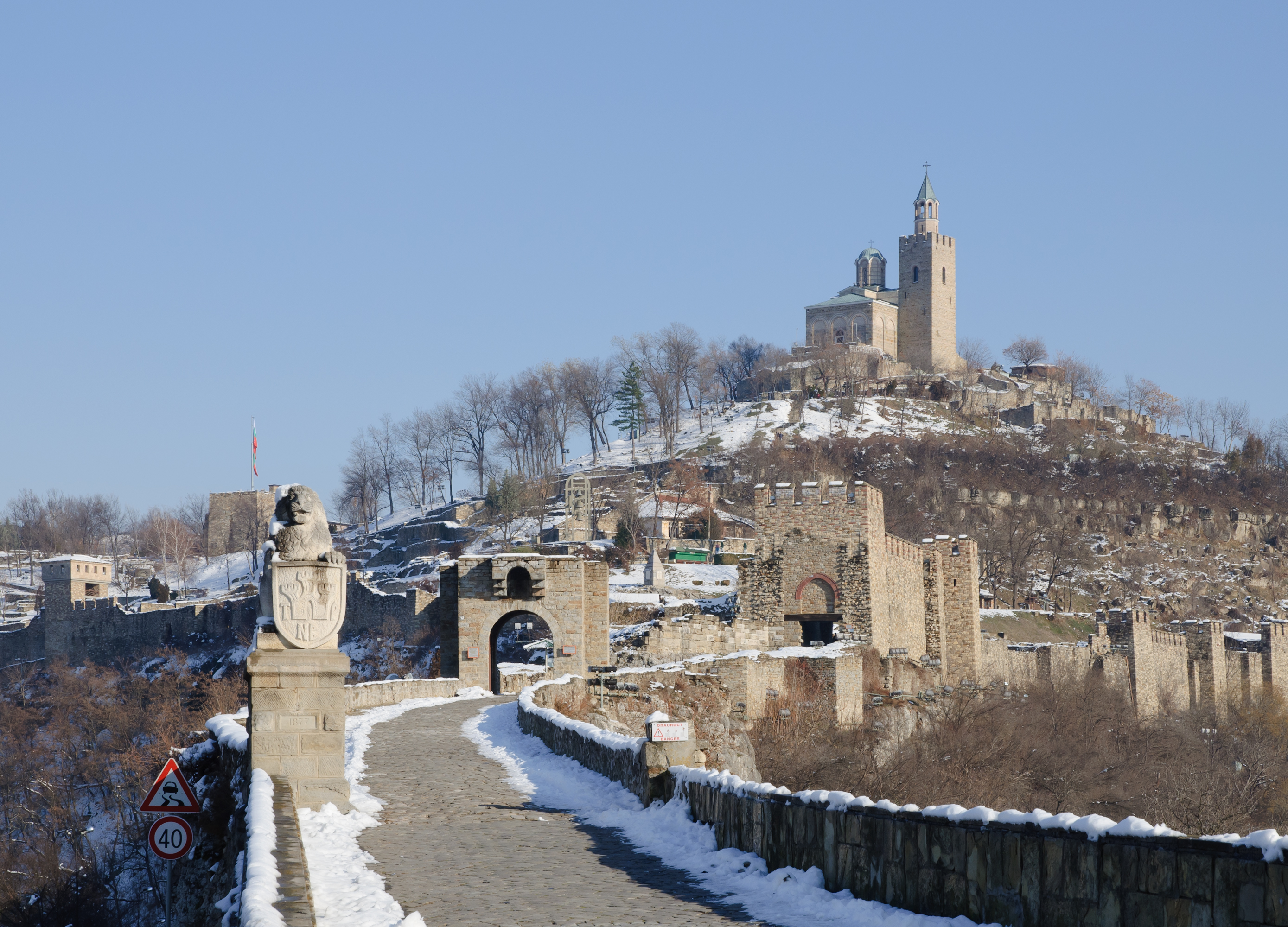
Widok tyrnowskiej twierdzy Carewec z patriarszym soborem Wniebowstąpienia Pańskiego. W miejscach tych rozgrywają się kluczowe wydarzenia powieści

Antychryst (oryg. bułg. Антихрист) – powieść Emiliana Stanewa, wydana po raz pierwszy w 1970. Jest to powieść historyczno-filozoficzna, rozgrywająca się w schyłkowych latach istnienia drugiego państwa bułgarskiego.
Powieść została wpisana do kanonu literatury bułgarskiej 1878-1988.
Na język polski utwór został przełożony przez Wojciecha Gałązkę.

## Treść
Narratorem i głównym bohaterem utworu jest zbiegły z monasteru mnich Teofil, w życiu świeckim Enio.
Bohater urodził się w rodzinie ikonografa Teodora Samołaza, jednego z nadwornych artystów cara bułgarskiego Iwana Aleksandra, i jego małżonki Prepiji z Ochrydy. Od dzieciństwa odznaczał się nadzwyczajną urodą. Ponadto jako kilkuletnie dziecko przeszedł ciężką chorobę, co rodzina uznała za znak boży - dziecko miało zostać albo wielkim świętym, albo wyjątkowym grzesznikiem. Z dzieciństwa Enio zapamiętał obraz Chrystusa z ikony pisanej przez ojca, równocześnie stale towarzyszyło mu przeczucie obecności Szatana. Nie pozbył się go nawet, uczęszczając do cerkwi, co więcej, w trakcie nabożeństw chłopiec był przekonany, że diabeł jest obecny w świątyni, a nawet, że jest nim sam patriarcha bułgarski.
W dzieciństwie Enio zaczął tworzyć wiersze, początkowo głównie religijne, następnie także świeckie, zwłaszcza, gdy zakochał się w carskiej córce Keracy Marii, którą nazywał Ralicą. Przekazał jej część swoich utworów, dziewczyna zaś pokazała je ojcu. Ten zaprosił Enia do pałacu i wręczył mu złote pióro, proponując mu postrzyżyny mnisze i przyjęcie pracy dworskiego skryby. W tym samym czasie Enio dowiedział się od mnicha Laurentego o nowej i głośnej drodze dążenia do zbawienia - hezychazmie, oraz o jej orędowniku i nauczycielu, schimnichu Teodozjuszu. Po kłótni z ojcem postanowił nie przyjmować pracy na dworze, lecz w poszukiwaniu spokoju duszy udać się do monasteru w Kilifarewie, gdzie nauczał Teodozjusz.

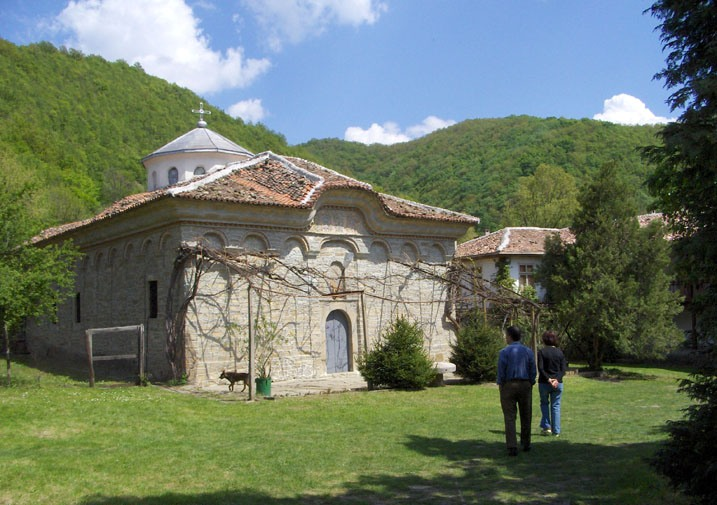
Monaster w Kilifarewie

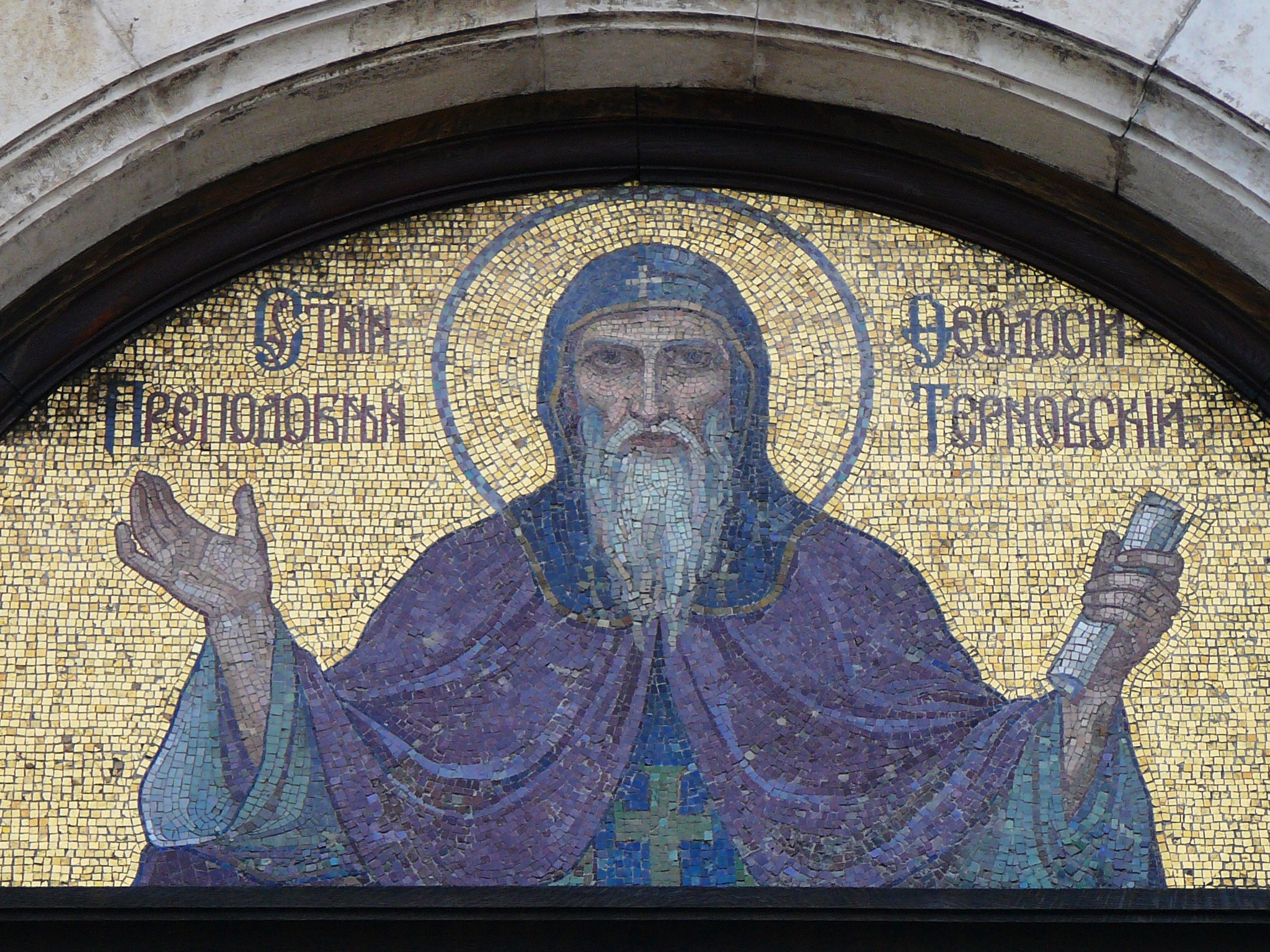
Teodozjusz Tyrnowski

Enio został przyjęto do klasztoru jako posłusznik. Przełożony monasteru, Eutymiusz, dowiedziawszy się o jego talencie poetyckim, uznał, że dar ten może stać się dla niego zarówno wyjątkową łaską, jak i przekleństwem. W celu umocnienia w kandydacie na mnicha pokory i cnót ewangelicznych nakazał mu zamieszkać razem ze starym i chorym mnichem Łukaszem. Duchowny ten, dawny rozbójnik, z powodu starości i choroby wielokrotnie złorzeczył wszystkim mnichom i bluźnił. Jego słowa przypominały Eniowi dawne lęki i uczucie obecności Szatana. Mimo wszystko młodzieniec pozostał w monasterze, wierząc, że usilna modlitwa pozwoli mu ujrzeć „światłość Taboru” i odnajdując pociechę w nabożeństwa i pisaniu wierszy. Złożył wieczyste śluby mnisze i przyjął imię zakonne Teofil.
W trzecim roku życia w monasterze mnich Łukasz zażądał od Teofila, by wbrew zasadom udał się razem z nim na odpustowy targ. Tam młody mnich zobaczył olśniewająco piękną kobietę, której obraz nie opuszczał go przez kolejne dni. Tymczasem mnich Łukasz krótko po powrocie do klasztoru ciężko zachorował. Wówczas do jego celi przybył sam starzec Teodozjusz, który stwierdził, że przyczyną jego duchowych cierpień było zatajenie w czasie spowiedzi niektórych zbrodni popełnionych przed wstąpieniem do monasteru. Łukasz wyspowiadał się i krótko potem zmarł.
Teofil kontynuował ćwiczenia duchowne, by doskonalić się w hezychazmie. Znowu jednak zaczęły nawiedzać go wątpliwości i myśli o wszechmocy diabła, wobec której wysiłki mnichów musiały być bezowocne. Rozmowa z Teodozjuszem nie rozwiała ich, co więcej, młody mnich uznał, że starzec zdaje sobie sprawę z własnej niemocy i oszukuje wiernych, jak i samego siebie, przekonując o sile modlitwy i pokory.
Ostatecznie, po wielu godzinach medytacji i modlitwy, mnich osiągnął stan, który uznał za boską światłość. Doświadczenie to uznał jednak za przerażające i odbierające sens życia. Zaczął zastanawiać się, czy Bóg nie okazał się jego wrogiem, a życie mnichów - wielkim oszustwem. Jego przerażenie pogłębił jeszcze sen, w którym ujrzał powtórne ukrzyżowanie, a następnie odnalazł ukryte martwe ciało Chrystusa, podczas gdy wszyscy wokół świętowali zmartwychwstanie, o którym miał świadczyć pusty grób. Teofil stwierdził, że jego życie nie miało sensu i postanowił porzucić monaster. Łowiąc ryby w rzece, spotkał widzianą niegdyś na targu piękną kobietę - Armę, bogomiłkę, po czym uciekł razem z nią do obozu jej współwyznawców.
Teofil przyłączył się do bogomiłów i zgodził się zostać ich skrybą, spisującym nauczanie sekty. Złamał śluby czystości, żyjąc z Armą, przestał modlić się i zaczął prowadzić hulaszczy tryb życia. Nauczanie bogomiłów szybko przestało go przekonywać. Arma rozczarowała się co do niego, widząc, że nie był świętym mnichem, za jakiego niegdyś go uważała. Teofila oburzył natomiast fakt, że kobieta, zanim go poznała, była kochanką Greka Panajotisa. Gdy Panajotis usiłuje siłą odebrać mu Armę, dawny mnich zabija go. Za namową Army oboje odchodzą z obozu bogomiłów i zamieszkują w chacie nad należącą do męskiego monasteru rzeką, utrzymując się z przewożenia podróżnych przez rzekę. Teofil nie zgadza się wziąć z Armą ślubu pod fałszywym nazwiskiem ani nie dopuszcza jej do nabożeństw w cerkwi. Uwagę na parę zwraca ihumen monasteru Dorozjusz. Pewnego dnia Teofil nakrywa go na próbie zgwałcenia jego partnerki i zabija.
Właściciel miejscowych dóbr, Stan Czarnogłów, szybko zdemaskował Teofila jako zabójcę ihumena i postanowił, zgodnie ze swoimi uprawnieniami, osądzić jego i Armę. Na miejscu sądu pojawił się jednak mnich Manasjusz, by oznajmić, że Teofil, jako zbiegły mnich i heretyk-bogomił, podlega sądowi patriarszemu. Arma została nałożnicą bojara, Teofila zaś doprowadzono do Tyrnowa na proces. W więzieniu mnicha odwiedził Eutymiusz. Teofil zarzucił mu, że to jego polecenia, w szczególności nakaz opieki nad mnichem Łukaszem, doprowadziły do jego duchowego upadku. Eutymiusz stwierdził, że młodego mężczyznę zgubił brak pokory nawet w obliczu wyjątkowych doświadczeń modlitewnych. Nakazał Teofilowi, by żałował swoich grzechów, wtedy bowiem zyska - mimo wszystko - szansę na zbawienie, w przeciwnym razie może stać się nowym Antychrystem.
Postawiony przed sądem cara i patriarchy, Teofil nie bronił bogomilskich dogmatów, twierdził, że odszedł z sekty z własnej woli. Stwierdził, że zawsze odtrącał Szatana, ten jednak nie chciał go opuścić, nie odpowiedział na pytania o przyczyny ucieczki z monasteru. W ostatniej chwili poprosił Eutymiusza o wstawiennictwo. Duchowny oznajmił, że kara przysłuży się zbawieniu Teofila, który do tej pory błądził jedynie między Bogiem i Szatanem. Sąd zakończył się obłożeniem bogomiłów anatemą. Przywódcy sekty zostali skazani na kary wycięcia języka, wypalenia oczu i obcięcia uszu, jedynie Teofila, za wstawiennictwem Eutymiusza, postanowiono jedynie napiętnować i wygnać poza granice Bułgarii.
Wypędzony z kraju, dawny mnich błąkał się kilka lat po zniszczonych najazdami tureckimi ziemiach Bizancjum, imając się różnych zajęć. Przerażony ludzkim nieszczęściem, tym silniej czuł obecność diabła. Pewnego dnia spotkał kobietę, która dla ratowania swoich dzieci przed głodem postanowiła sama sprzedać się w niewolę. Wstrząśnięty, oddał jej ostatnie pieniądze. Po tym wydarzeniu pojawiło się w nim nieznane dotąd uczucie - miłość dla całego ludu bułgarskiego.
W 1393, w czasie ostatniego zwycięskiego najazdu Turków na Bułgarię, Teofil został wzięty do niewoli. Od egzekucji uratował go Turek, którego dawny mnich spotkał w więzieniu, oczekując na swój proces za herezję. Następnie turecki dowódca Szeremet bej uczynił z niego osobistego służącego. Z obozu tureckiego bohater obserwował oblężenie Tyrnowa, którego obroną dowodził Eutymiusz. Heroiczna obrona zakończyła się klęską z powodu zdrady. Teofil, wchodząc razem z Turkami do zdobytego miasta, był świadkiem niszczenia jego świątyń, mordowania i grabienia mieszkańców. Na rozkaz Szeremeta beja osobiście zamordował primikeriosa Angeła.
Po usilnych prośbach Teofil uzyskał zgodę na spotkanie z uwięzionym Eutymiuszem. Zapytał go, dlaczego dopuścił do rzezi najlepszych prawosławnych Bułgarów i pozwolił na splądrowanie Tyrnowa. Eutymiusz przekonywał, że los Bułgarów dał im wszystkim możliwość zbawienia, a Turków okrył hańbą. Teofil powtarzał, że skoro Bułgarzy uważali islam za fałszywą wiarę, tak samo fałszywe mogło być nauczanie hezychastów. Wreszcie poprosił hierarchę o błogosławieństwo na prowadzenie bezlitosnej walki przeciwko najeźdźcom, Eutymiusz jednak odmówił, stwierdzając, że nigdy nie usankcjonuje czynów diabelskich. Ostatecznie oznajmił, że Teofil nie nawrócił się i okazał się sługą Szatana.
Następnego dnia bohater obserwował odejście Eutymiusza i tysięcy Bułgarów na wygnanie, w którym widział ostateczne odejście „nierzeczywistego świata” i zwycięstwo Antychrysta w jego rodzinnej ziemi. Kilka dni później, przyzywając błogosławieństwa nieobecnego Eutymiusza, zabił we śnie Szeremet beja, podpalił obozowisko tureckie i zbiegł.

## Cechy utworu

### Wymowa tekstu
W zamyśle autora Antychryst miał być opowieścią o duchowych poszukiwaniach współczesnych mu ludzi, w tym jego samego. Według Stanewa okres jego życia był zarazem czasem ostatecznym, w którym historię i wydarzenia bieżące przeżywa się jak kolejne fazy Apokalipsy. Akcję dzieła umieścił w czasach, które również były przez współczesnych uważane za poprzedzające bezpośrednio upadek znanego dotąd świata, panowanie Antychrysta i wreszcie Sąd Ostateczny - w latach schyłku drugiego państwa bułgarskiego.
Przywołanie w utworze herezji bogomiłów wpisuje się w szerszą refleksję nad bułgarską tożsamością, zapoczątkowaną jeszcze w dwudziestoleciu międzywojennym. W latach 20. i 30. XX wieku w wielu krajach europejskich pojawiło się żywe zainteresowanie rodzimymi, przedchrześcijańskimi wierzeniami lub lokalnymi herezjami piętnowanymi przez oficjalne Kościoły. W swoim obrazie bogomiłów i ich rywalizacji z Cerkwią prawosławną Stanew kontynuuje myśl historyka Petyra Mutafczijewa, który oskarżył zarówno oficjalny Kościół, jak i heretyków, o wpojenie Bułgarom postawy bierności wobec zła.

### Postać głównego bohatera
Główny bohater utworu, mnich Teofil, nosi imię znaczące - oznacza ono w języku greckim to samo, co bułgarskie imię Bogomił, imię przywódcy ruchu bogomiłów. Wprost sugeruje ono, że Teofil jest heretykiem, który będzie kwestionował i podważał wszystkie dogmaty, o których nauczają powszechnie szanowani przywódcy religijni. Bohater nie należy jednak do bogomiłów - sam Bóg uczynił go wiecznym sceptykiem, poszukującym indywidualnego poznania Boga i sensu życia, nieprzyjmującego niczyjego nauczania bez wątpliwości. Sugeruje to uzdrowienie bohatera z ciężkiej choroby we wczesnym dzieciństwie - odzyskanie przez niego zdrowia całe otoczenie przyjmuje za złą wróżbę.
Teofil w zamyśle autora ma ukazywać typową duchowość bułgarską - pełną ciągłego niepokoju, z pierwiastkami humanistycznymi i nihilistycznymi. Najważniejszy wpływ na nią ma tradycja prawosławna, ale i gnostyckie grupy heretyckie z bogomiłami na czele i zupełnie wolny od religijnych założeń pragmatyzm. W swoim życiu Enio-Teofil pozostaje kolejno pod wpływem każdej z tych tendencji. Początkowo pragnie być hezychastą, zgodnie z prawosławną tradycją mistyczną wstępuje do monasteru i zamierza uczyć się modlitwy od bardziej doświadczonych mnichów. Brakuje mu jednak pokory, co udaremnia jego wysiłki. Patrząc na Teodozjusza i Eutymiusza, których wierni i mnisi postrzegają jako uświęconych za życia, na przemian zachwyca się ich postawą i oskarża o hipokryzję.
Powieść szczegółowo opisuje doznania i przeżycia mistyczne bohatera. Ukazuje, iż Enio, a następnie mnich Teofil, nigdy nie stał się - zgodnie z zaleceniami hezychastów - człowiekiem pokornym i pełnym miłości bliźniego. Modląc się, pragnął zdobyć dla siebie duchowe bogactwo, a tym samym stać się równym Bogu. Nawet w warunkach monasteru, gdzie miał ćwiczyć się w cnotach, opiekując się starym i chorym mnichem Łukaszem, bohater zachował wobec Boga i ludzi postawę roszczeniową. Z jednej strony potrafił samokrytycznie oceniać swoją postawę, z drugiej nigdy nie zdobył się na pełne zaufanie Bogu, co pozwoliłoby prawdziwie naśladować hezychastów. Jego wiara okazała się słaba - do zwątpienia wystarczył mu widok kobiety na jarmarku, zły sen lub widok starca Teodozjusza śpiącego w chacie jak każdy inny człowiek. Modląc się i kontemplując, Enio-Teofil pragnął przede wszystkim poznania, samowiedzy, czego wyrazem jest wypowiadanie przez niego nie Modlitwy Jezusowej, ale jej parafrazy z prośbą o pokazanie mu Boga.
Mimo wszystko modlitwy bohatera przynoszą efekt - doświadcza on mistycznego przeżycia, które (prawdopodobnie błędnie) bierze za „niestworzone światło”, o którym nauczali hezychaści. Widok, który uznał za potęgę Boga, był dla niego pozbawiony życia, niedający obiecanej nadziei i sensu, przerażający. W interpretacji Grażyny Szwat-Gyłybowej

Napotkany przez Enia w doświadczeniu mistycznym Bóg to Stwórca, co odwrócił się od swojego stworzenia, bóg deistów, bóg XX-wiecznych egzystencjalistów, opłakujących samotność wrzuconego w byt człowieka

W jego obliczu Teofil nie widzi możliwości pozostawania w monasterze i kontynuowania ascetycznych wysiłków, a za jedyną sensowną alternatywę uznaje zaprzeczenie całego dotychczasowego życia. Przemianę tę wyraża łowienie ryb w strumieniu, z czego bohater czerpie zwykłą przyjemność (podczas gdy oficjalnie robi to, by zdobyć żywność dla monasteru), a następnie porzucenie szat mniszych nad wodą.
Porzucenie jednego systemu wartości pociąga za sobą wzmożoną nieufność wobec każdego następnego, z którym styka się bohater. Po przyłączeniu się do bogomiłów niedoszły asceta, nawet po przyjęciu posady pisarza sekty, nie przyjmuje ich nauczania. Akceptuje głoszony przez nich dualizm, który zwalnia człowieka z osobistej odpowiedzialności za złe czyny, pozornie pozwala na tworzenie własnych norm moralnych, o czym marzył bohater. Rezygnując z prawosławnej etyki i mistyki, kolejno popełnia kolejne czyny, które sam uzna za odrażające - kłamie, dziko pożąda Army, wreszcie zabija, czy wręcz uznaje się za równego Bogu. I taki system poglądów, ukierunkowany wyłącznie na zaspakajanie doraźnych pragnień, nie może go jednak usatysfakcjonować.
Okaleczenie na soborze antyheretyckim w Tyrnowie budzi w Teofilu bunt przeciwko Cerkwi oparty na nowych podstawach: broni indywidualności i prawa do własnej duchowej refleksji przeciwko dogmatom, oryginalności każdej jednostki. Sam przedstawia się jako człowiek grzeszny, świadomie deprawujący innych. Odrzuca go jednak łatwość, z jaką może wpływać na innych i zyskiwać opinię mędrca. Okrucieństwa popełniane przez Turków i widok ludzkiego cierpienia po raz pierwszy doprowadzają go do współczucia wobec innych, chęci niesienia pomocy. Teofil nie wraca jednak do wartości chrześcijańskich, a jedynie zaczyna postrzegać siebie jako członka wspólnoty dzielącej jednakowe cierpienia. Solidaryzuje się przy tym wyłącznie z Bułgarami. Chce być patriotą, który pokona przeznaczenie Bułgarów, zbuntuje się przeciwko nieuniknionemu upadkowi swojego narodu.
Teofil chce widzieć swoje wewnętrzne przemiany jako obronę własnej indywidualności, którą usiłowały sobie podporządkować różne siły. W rzeczywistości są one ciągłą próbą zbudowania jakiegokolwiek punktu odniesienia w chaotycznym świecie, który pierwotnie porządkowały wartości prawosławne. Kwestionując wszystkie przyjęte zasady i tym samym wyłączając się z każdej społeczności, Enio-Teofil jest obrazem człowieka współczesnego autorowi: stale tworzącego samego siebie, poszukującego, wątpiącego i samotnego.
Odrzuciwszy wszystkie systemy wartości, po upadku Tyrnowa bohater odrzuca również historyczną tradycję Bułgarii, przekonując sam siebie, że nawet w przypadku skutecznej obrony przed Turkami byłaby ona królestwem diabła. Enio-Teofil wierzy, że ostatecznie odrzucił wszystkie wpływające na niego idee i będzie mógł w pełni decydować o sobie. Z drugiej strony czuje własne wyobcowanie, pytając „kto dostrzeże mnie, pohańbionego Bułgara?”. Jego wolność jest jedynie iluzją, gdyż tkwi w nim dawne uprzedzenie do prawosławia, które nie spełniło jego oczekiwań, oraz przeświadczenie o obowiązku podjęcia z Turkami walki, w której skazany będzie na klęskę. Enio-Teofil pełen jest pesymizmu, nic bowiem nie jest w stanie przekonać go, że można skutecznie walczyć ze złem, które - generowane przez diabła - wypełnia cały świat i każdego człowieka. Nie przemawia do niego chrześcijańskie nauczanie o zbawieniu, ale tęsknota za metafizyką również nie może go opuścić.

### Postać Eutymiusza

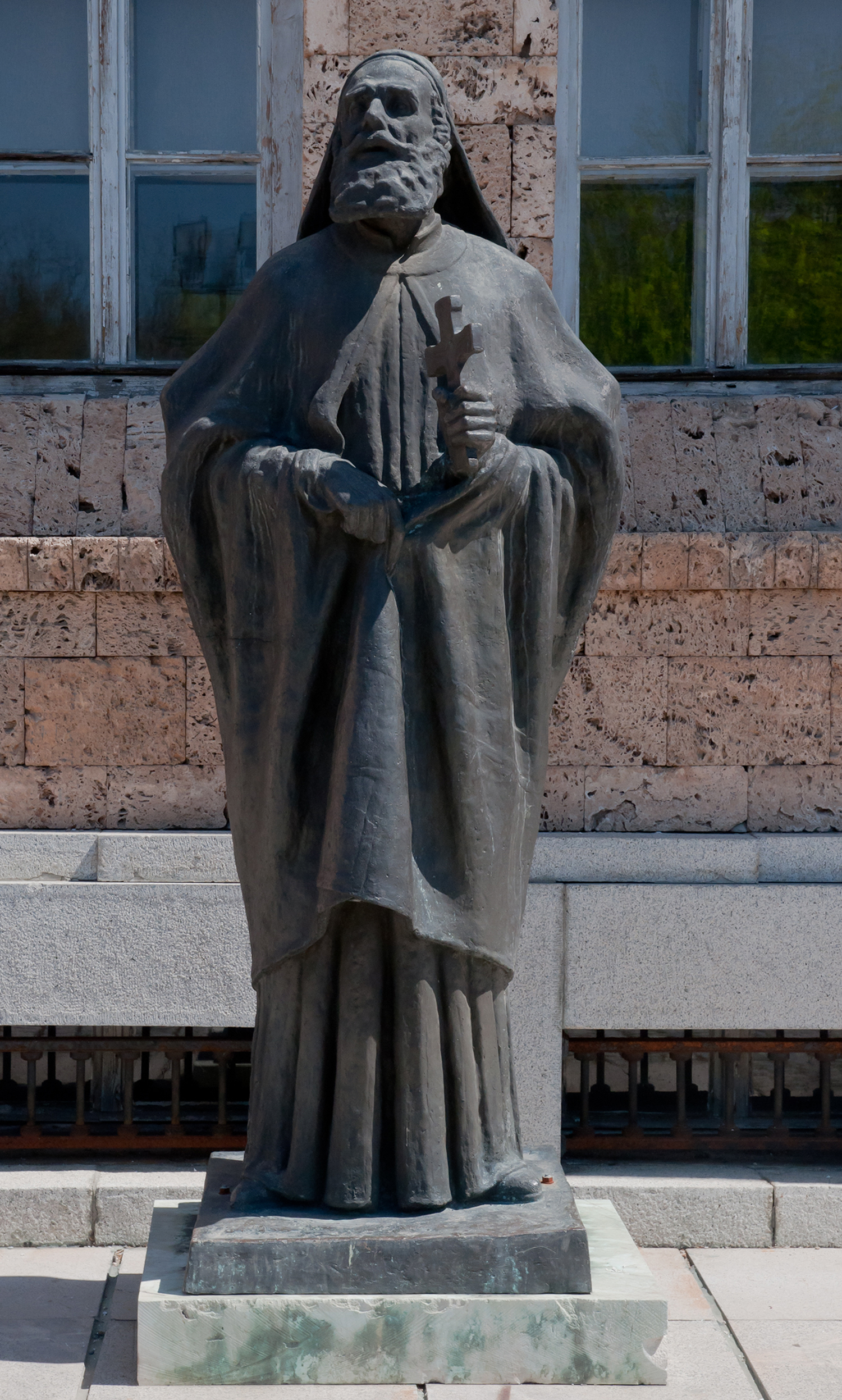
Pomnik Eutymiusza w Wielkim Tyrnowie

Eutymiusz Tyrnowski został ukazany w powieści jako mistyk, który postrzega i analizuje następujące wydarzenia jako znaki czasu, interpretuje ich znaczenie w świetle historii zbawienia. Pełen współczucia dla Enia-Teofila i jego ciągłych duchowych rozterek, nie uznaje jego przeżyć duchowych za złudne halucynacje, lecz dowód zachwiania relacji między Bogiem a człowiekiem w czasach ostatecznych. Z czasem zaczyna dostrzegać w mnichu Antychrysta, postać, której pojawienie się zapowiada koniec świata (chociaż do ostatniego spotkania z Eniem wierzy, że jest jeszcze dla niego szansa nawrócenia i ratunek).
Eutymiusz jest prawosławnym konserwatystą, nieufnym wobec samodzielnych poszukiwań duchowych, które kwestionują utarty i uświęcony porządek. Stanowi antytezę głównego bohatera, który buntuje się przeciwko każdemu systemowi poglądów i wierzeń. Spadające na Bułgarię nieszczęścia nie są w stanie zachwiać jego wiarą, widzi je bowiem jako darowaną przez Opatrzność szansę na odkupienie popełnionych dawniej grzechów. Nie podziela poglądów Enia-Teofila, dla którego Bułgaria upadła, bo jej mieszkańcy nie umieli już trwać jako wspólnota, spierając się nieustannie między sobą. Odmawia bohaterowi błogosławieństwa dla bezlitosnej walki, którą ten chciałby toczyć z najeźdźcami: tym samym odrzuca twierdzenia Teofila, jakoby Bułgarów zawiodły zarówno Cerkiew, jak i nauka bogomiłów, opowiada się po stronie chrześcijańskich wartości przeciwko partykularyzmowi etnicznemu.

## Recepcja utworu i komentarze odautorskie
Antychryst intepretowany był w Bułgarii przede wszystkim jako powieść metafizyczna i filozoficzna. Od takiego postrzegania swojego utworu odżegnywał się jego autor, który utrzymywał, że podstawowym celem dzieła było podjęcie dyskusji o historii Bułgarii i negatywnym wpływie prawosławia na nią. Wzywał do refleksji filozoficznej, która przyniesie korzyść Bułgarom i ich państwu, a nie tylko będzie prowadzona z perspektywy czysto teoretycznej. Negatywna ocena całej duchowej kultury chrześcijaństwa bizantyńskiego (nie tylko kanonicznej Cerkwi, ale i odłączających się od niej herezji) wpisywała się w zainteresowanie neopogaństwem obecne w literaturze bułgarskiej okresu międzywojennego, spełniając równocześnie oczekiwania ideologów Bułgarii komunistycznej.
Odżegnując się od metafizycznych interpretacji Antychrysta, Stanew nie ukrywał, że głównego bohatera swojej powieści uważa za obraz ludzi mu współczesnych, w szczególności Bułgarów, których historia (zwłaszcza bogomilstwo i upadek drugiego państwa bułgarskiego) w jego przekonaniu predestynowała do szybszego niż w innych państwach zakwestionowania obrazu świata głoszonego przez religię. Konsekwencją było pojawienie się - w zastępstwie tradycyjnych wierzeń - postawy solidarności z innymi cierpiącymi, odrzucającej kulturę i tradycję, uzasadnionej nie religijnie, a wypływającej z pobudek całkowicie prywatnych. Przyjęcie takiego stanowiska wobec życia pozwalało według Stanewa ratować własne człowieczeństwo, ale skazywało zarazem na samotność. W tym momencie wizja pisarza zbiega się z obecnym w literaturze bułgarskiej mitem duchownego osamotnienia.
Antychryst, podobnie jak pozostałe dzieła Stanewa, w których obecny jest wątek bogomiłów (Legenda o księciu presławskim Sybinie, Tichik i Nazariusz), zostały wysoko ocenione przez krytykę i cieszyły się znaczną popularnością wśród czytelników.